# Occhio al gatto
Occhio al gatto è un romanzo di Silvana Gandolfi pubblicato nella collana Gl'Istrici della Salani nel 1995.

## Trama
Dante vive a Venezia dalla nonna per finire l'anno scolastico prima di raggiungere in genitori a Hong-Kong. Ma siccome ha difficoltà a scuola, la severa nonna decide di fargli seguire delle lezioni private dal misterioso professore Cosimo Dolente. Cosimo ama i gatti, le esperienze scientifiche, e la cioccolata calda, che, secondo lui, permette di leggere nella mente. Dante sceglie un gattino di una cucciolata recente, Virgilio, che il professore gli darà dopo la fine degli esami. Ma prima, costui versa negli occhi del gatto due gocce di un estratto di cioccolata distillata, e a partire da quel momento, Dante può vedere attraverso gli occhi di Virgilio.

## Premi
Premio Cento del 1996